# Грег Евіген
Грег Евіген (14.10.1953) — американський актор телесеріалів та фільмів категорії «Б».

## Біографія
Народився 1953 року. В 1978 році прийшов у серіал[який?]
У 90-х роках знімався у серіалі «Район Мелроуз», в якому його й міг побачити український глядач (по каналу "1+1"й «ТЕТ»).
Поховав батьків, має свою родину. Проживає в США.